# Piano (musik)
 For alternative betydninger, se Piano (flertydig). (Se også artikler, som begynder med Piano)
Piano er et musisk udtryk for svagt. Det bruges ofte i noder til at beskrive dynamik.
Piano forkortes p.
Det næste svagere trin kaldes pianissimo og forkortes pp.